# 拉普拉塔縣 (科羅拉多州)
拉普拉塔縣（英語：La Plata County）是位於美国科羅拉多州西南部的一個縣，南鄰新墨西哥州，面積4,403平方公里。根據2020年美國人口普查，共有人口55,638人。縣治杜蘭戈。該縣成立於1874年2月10日，縣名是西班牙语「銀」的音譯，來自18世紀時發現的礦藏。